# ノロ川 (南丹市)
ノロ川（のろがわ）は、京都府南丹市園部町大河内を流れる淀川三次支流の準用河川である。

## 地理
園部町大河内の南東の山地を水源に北西流し、杉ヶ沢の集落を出たあと別荘地であるるり渓清流台を通り、氷畑橋（園部川）の下流で瑠璃渓谷の園部川右岸に流入する。一部両岸がコンクリート舗装されている。
準用河川の区間は、園部町大河内大タ・垣内から園部川に合流する大河内ノロまでの2.19Kmである。

## 流域の村
南丹市
- 園部町
  - 西本梅地域
    - 大河内

## 流域にある社寺
- 愛宕神社
- 雨宝院（大師堂）